# Örmepınar, Bozdoğan
Örmepınar là một xã thuộc huyện Bozdoğan, tỉnh Aydın, Thổ Nhĩ Kỳ. Dân số thời điểm năm 2010 là 426 người.